# Уиллоуби, Роберт, 2-й барон Уиллоуби де Брок
Роберт Уиллоуби, 2-й барон Уиллоуби де Брейк и де-юре 10-й барон Латимер (англ. Robert Willoughby, 2st Baron Willoughby de Broke; ок. 1472 — 10 ноября 1521) — английский дворянин и солдат.

## Биография
Роберт Уиллоуби родился около 1470—1472 годов (в возрасте 30 лет в 1502 году, 36 лет в 1506 году), старший сын сэра Роберта Уиллоуби, 1-го барона Уиллоуби де Брока (около 1452—1502) и Бланш Чамперноун.
23 августа 1502 года после смерти своего отца Роберт Уиллоуби унаследовал титулы 2-го барона Уиллоуби де Брока и де-юре 0-го барона Латимера, став пэром Англии.
Роберт Уиллоуби был посвящен в рыцари до 1504 года. В 1509 году он стал рыцарем Бани. Он служил в английской армии в военной кампании во Франции в 1513 году и, по-видимому, должен был присутствовать на Поле золотой парчи в июне 1520 года.
Роберт Уиллоуби был дважды женат. До 28 февраля 1494/1495 года он женился на Элизабет Бошан, дочери Ричарда Бошана, 2-го барона Бошана из Поуика (около 1435—1502/1503), и Элизабет Стаффорд. От первого брака у него было двое детей: эсквайр Эдвард Уиллоуби (умер в 1517 году) и рыцарь Энтони Уиллоуби.
Около 1509 года он во второй раз женился на леди Дороти Грей (1480—1552), дочери Томаса Грея, 1-го маркиза Дорсета, и Сесилии Бонвилл, 7-й баронессы Харингтон. От второго брака у него было шесть детей, включая сыновей Генри и Уильяма, и дочерей: Элизабет, которая вышла замуж за Джона Паулета, 2-го маркиза Уинчестера, и Энн, которая стала женой Чарльза Блаунта, 5-го барона Маунтджоя.
После его смерти 10 ноября 1521 года в Бер-Феррерсе в Девоне баронский титул был отменен. Его вдова Дороти вышла замуж (2-й брак) до 29 июля 1523 года за Уильяма Блаунта, 4-го барона Маунтджоя.